# Rhytidoponera viridis
Rhytidoponera viridis är en myrart som först beskrevs av Clark 1941.  Rhytidoponera viridis ingår i släktet Rhytidoponera och familjen myror. Inga underarter finns listade i Catalogue of Life.